# ديفيد بوكس
ديفيد بوكس (بالإنجليزية: David Box)‏ هو موسيقي أمريكي، ولد في 11 أغسطس 1943 في سولفر سبرينغز في الولايات المتحدة، وتوفي في 23 أكتوبر 1964 في هيوستن في الولايات المتحدة.

## وصلات خارجية
- ديفيد بوكس على موقع IMDb (الإنجليزية)
- ديفيد بوكس على موقع ميوزك برينز (الإنجليزية)
- ديفيد بوكس على موقع ديسكوغز (الإنجليزية)
- ديفيد بوكس على موقع ديسكوغز (الإنجليزية)

- الموقع الرسمي